# Шоломові ящірки
Шоломові ящірки (Corytophanidae) — родина ящірок з інфраряду ігуаноподібних, ряду лускатих. Має 3 роди.

## Опис
Досить великі ящірки. Загальна довжина коливається від 80 см до 2,5 м. Колір шкіри зелений, сіруватий, оливковий. Особливістю цієї родини є наявність у значної кількості видів великого гребня на голові на кшталт шолома. Звідси походить й назва родини. Посередині спини та по середині хвоста є також великий гребінь. Тулуб кремезний. Кінцівки добре розвинуті, потужні. Задні кінцівки довше та сильніше за передні. На відміну від інших ящірок не мають здатності відкидати хвоста.

## Спосіб життя
Полюбляє дощові та сухі ліси, чагарники, узбережжя водоймищ. Активні вдень. Добре бігають, гарно плавають та пірнають.  Харчуються великими комахами, рибою, ящірками.
Це здебільшого яйцекладні ящірки, хоча є й живородні.

## Розповсюдження
Мешкає у Мексиці, Центральній Америці, на північному заході Південної Америки.

## Роди
- Basiliscus
- Corytophanes
- Laemanctus